# 高山膠盤耳
高山膠盤耳（學名：Guepiniopsis alpina）是花耳科膠盤耳屬的一種真菌，有「窮人的橡皮糖」（poor man's gumdrop）之稱，其子實體呈膠質，橘色，形狀為錐狀或杯狀，多在腐木上生長。

## 分類
高山膠盤耳最早於1901年由美國植物學家薩繆爾·米斯·特拉西與真菌學家富蘭克林·薩姆納·厄爾發表，當時被歸入鹿角蕈屬，其種小名alpina意指高山。1932年改歸入Heterotextus屬，1938年又改歸入膠盤耳屬（Guepiniopsis，是Heterotextus的異名）。

## 外形
高山膠盤耳的子實體為錐狀或杯狀，直徑約1.5公分，以一狹窄的接點與基質相連，其顏色為亮黃色至橘色，表面呈膠狀、光滑且有黏性，乾燥後顏色會轉為橘紅色，質地也會變硬。本種的可食性仍未知，但因體積過小，通常也不被拿來食用。子實體的內側表面可產生擔孢子，孢子印呈白色至黃色，孢子呈香腸狀，長11-18微米，寬4-6微米，並有3-4個隔膜。其擔子與花耳綱其他物種一樣呈Y字形分叉。本種亦具有扣子體。
高山膠盤耳易與橘色小雙孢盤菌、黄冠毛花耳、頭狀花耳與花耳等物種混淆。有時精確的物種鑑別需仰賴顯微構造。

## 棲地與分布
高山膠盤耳是一種木材腐朽菌，成群生長於針葉樹的腐木上。另外本種也屬於雪地真菌，常於高海拔地區融雪時出現。本種分布於北美洲落磯山脈以西地區，2010年亦在伊朗被發現，是首個在伊朗發現的膠盤耳屬物種。

## 外部連結
- 高山膠盤耳在Index Fungorum中的資訊